# Forensische Psychiatrie

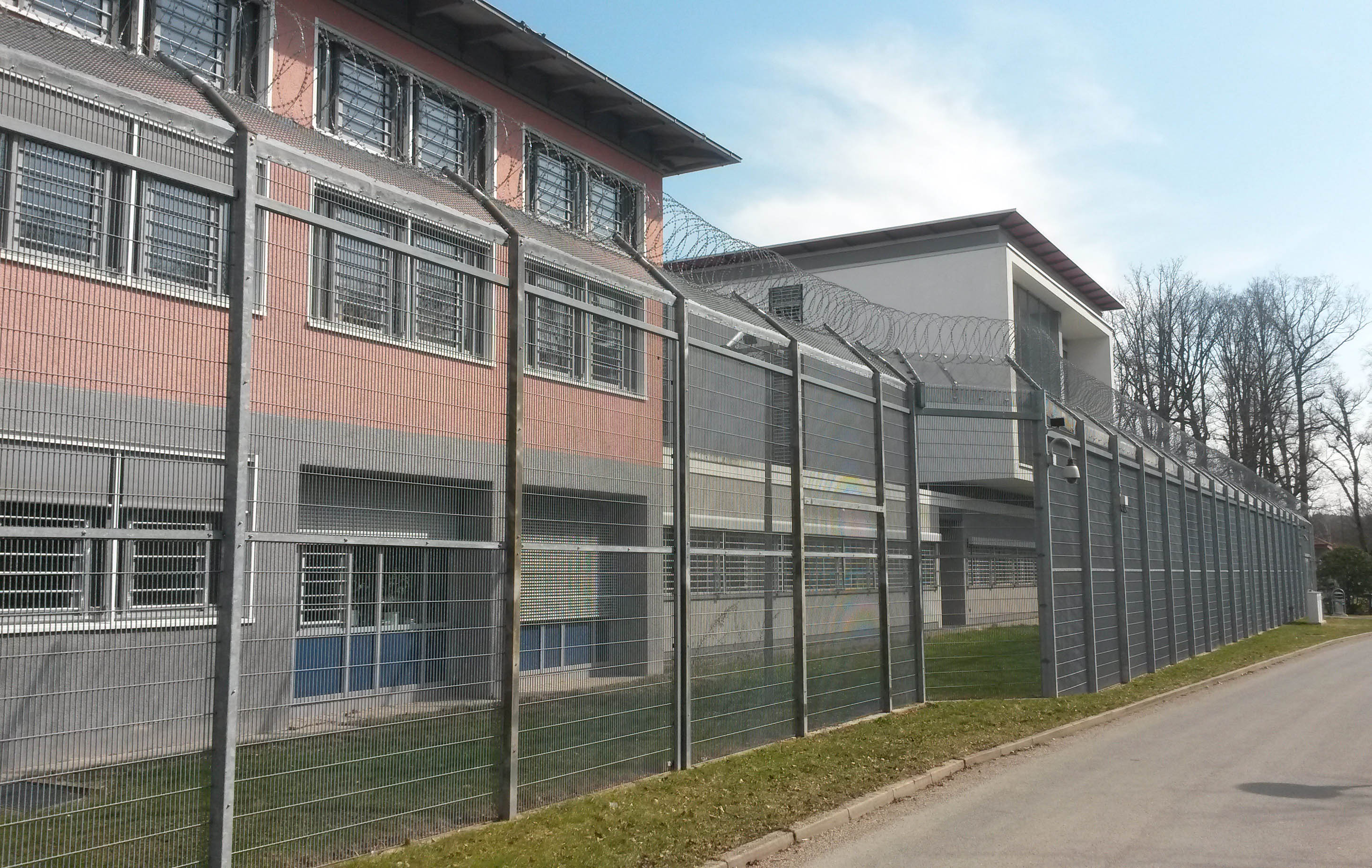
Forensische Psychiatrie des Bezirksklinikums Ansbach

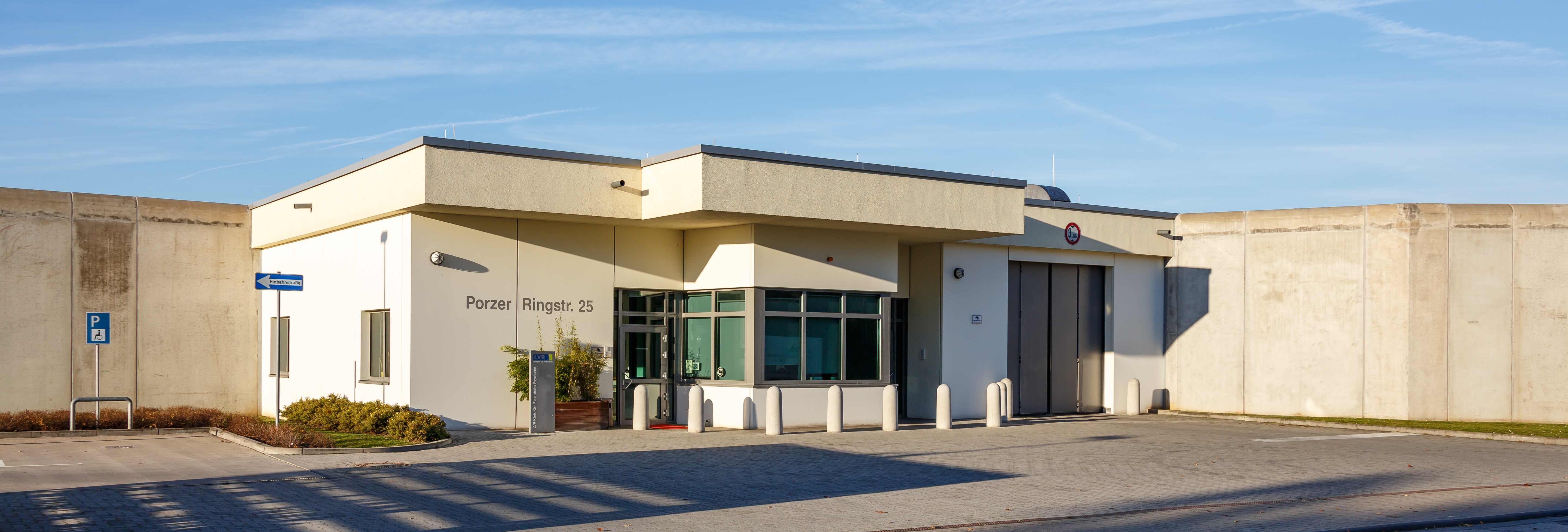
Eingangsgebäude der LVR-Klinik Köln, Forensische Psychiatrie

Die forensische Psychiatrie ist ein Teilgebiet der Psychiatrie, das sich mit der Begutachtung, der Unterbringung und der Behandlung  von psychisch kranken Straftätern befasst. Psychiater können die Bezeichnung „Schwerpunkt Forensische Psychiatrie“ führen, wenn sie die von der Ärztekammer in der Weiterbildungsordnung definierten Bedingungen erfüllen.
Im engeren Sinn befasst sich die forensische Psychiatrie mit Fragen, die von Gerichten und Behörden im Gebiet der Psychiatrie gestellt werden. Gutachten in der forensischen Psychiatrie haben eine größere Bedeutung als in anderen medizinischen Fachgebieten, weil ihnen freiheitsentziehende Maßnahmen folgen können. Die gutachterliche Beurteilung befasst sich bevorzugt mit den Voraussetzungen der Schuldfähigkeit von Straftätern, die in Deutschland in den Paragraphen § 20 und § 21 StGB geregelt sind.

## Aufgaben

### Gutachten zur Schuldfähigkeit
In den von ihnen erstellten Gutachten zur Schuldfähigkeit von Beschuldigten, Angeklagten und verurteilten Straftätern beantworten forensische Psychiater die Frage, ob ein Täter bei Begehung der Tat in der Lage war, das Unrecht seines Handelns zu erkennen und nach dieser Einsicht zu handeln. Ein forensisches Gutachten ist in der Regel bei dem Verdacht auf psychische oder neurologische Erkrankungen des Täters angezeigt, die seine Einsichts- oder Steuerungsfähigkeit beeinträchtigen können. Auftraggeber können Richter, Amts- und Staatsanwälte oder Rechtsanwälte sein. Verständlichkeit und Transparenz der Ausführungen im Gutachten eines forensischen Psychiaters sind von besonderer Bedeutung, zumal sie Grundlage der Entscheidung über freiheitsentziehende Maßnahmen sein können.
Auf Grundlage des Sachverständigengutachtens entscheidet das Gericht, ob der Täter zum Tatzeitpunkt schuldunfähig (§ 20 StGB) oder vermindert schuldfähig (§ 21 StGB) gewesen ist. Der begutachtende Arzt wird selbst keine Aussage über die Schuldfähigkeit treffen, da die Schuldfähigkeit eine Rechtsfrage ist, die vom Gericht im Rahmen der Hauptverhandlung zu beantworten ist. Er äußert sich lediglich zu der Frage, ob die Voraussetzungen zur Annahme einer Schuldfähigkeit vorliegen.
In bedeutenden Strafprozessen wird die Gutachtertätigkeit des Psychiaters von Medien und Öffentlichkeit häufig mit großem Interesse verfolgt.

### Unterbringung
Kommt das Gericht zum Schluss, ein Täter sei nicht schuldfähig gewesen oder kann dies zumindest nicht ausgeschlossen werden, entscheidet es sich (Letztentscheidungsbefugnis) nach einer Prüfung des Gutachtens auf Plausibilität und abhängig von der Schwere der Schuld und der Wiederholungsgefahr gegebenenfalls für eine Unterbringung und Behandlung des Straftäters in einem psychiatrischen Krankenhaus. Diese Art der Unterbringung nennt man Maßregelvollzug in Abgrenzung zum Strafvollzug. 2010 waren in Deutschland über 10.000 Personen in Krankenhäusern des Maßregelvollzuges untergebracht.
Das deutsche Strafgesetzbuch sieht zwei Arten der forensisch-psychiatrischen Unterbringung vor: Unterbringung in einem psychiatrischen Krankenhaus (§ 63 StGB) und (bei suchtkranken Tätern) Unterbringung in einer Entziehungsanstalt (§ 64 StGB).

### Kriminalprognose
Neben der Beurteilung der Schuldfähigkeit kommt den prognostischen Aussagen des forensischen Psychiaters eine wichtige Bedeutung zu. Im Rahmen von kriminalprognostischen Gutachten wird auf der Grundlage aller vorhandener Informationen über eine Person bewertet, mit welcher Wahrscheinlichkeit dieser bestimmte, bereits straffällig gewordene Mensch in Zukunft erneut bestimmte rechtswidrige Handlungen begehen wird. Hierbei ist zu unterscheiden zwischen prognostischen Aussagen im erkennenden Verfahren (also etwa während eines Strafprozesses) und einer prognostischen Begutachtung in der Strafvollstreckung (etwa um zu klären, inwieweit die Voraussetzungen für eine nachträgliche Sicherungsverwahrung vorliegen).

### Behandlung

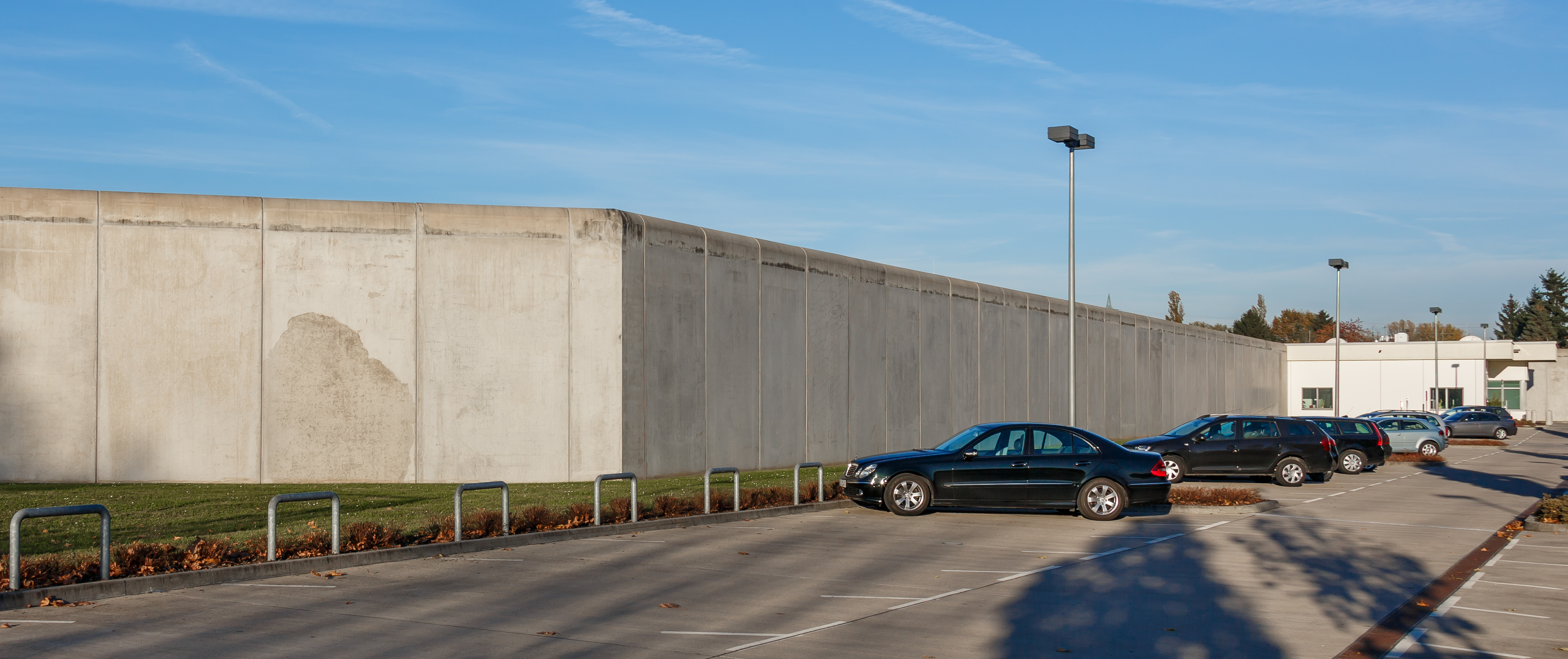
Durch Mauern gesicherte forensische Psychiatrie in Köln-Porz

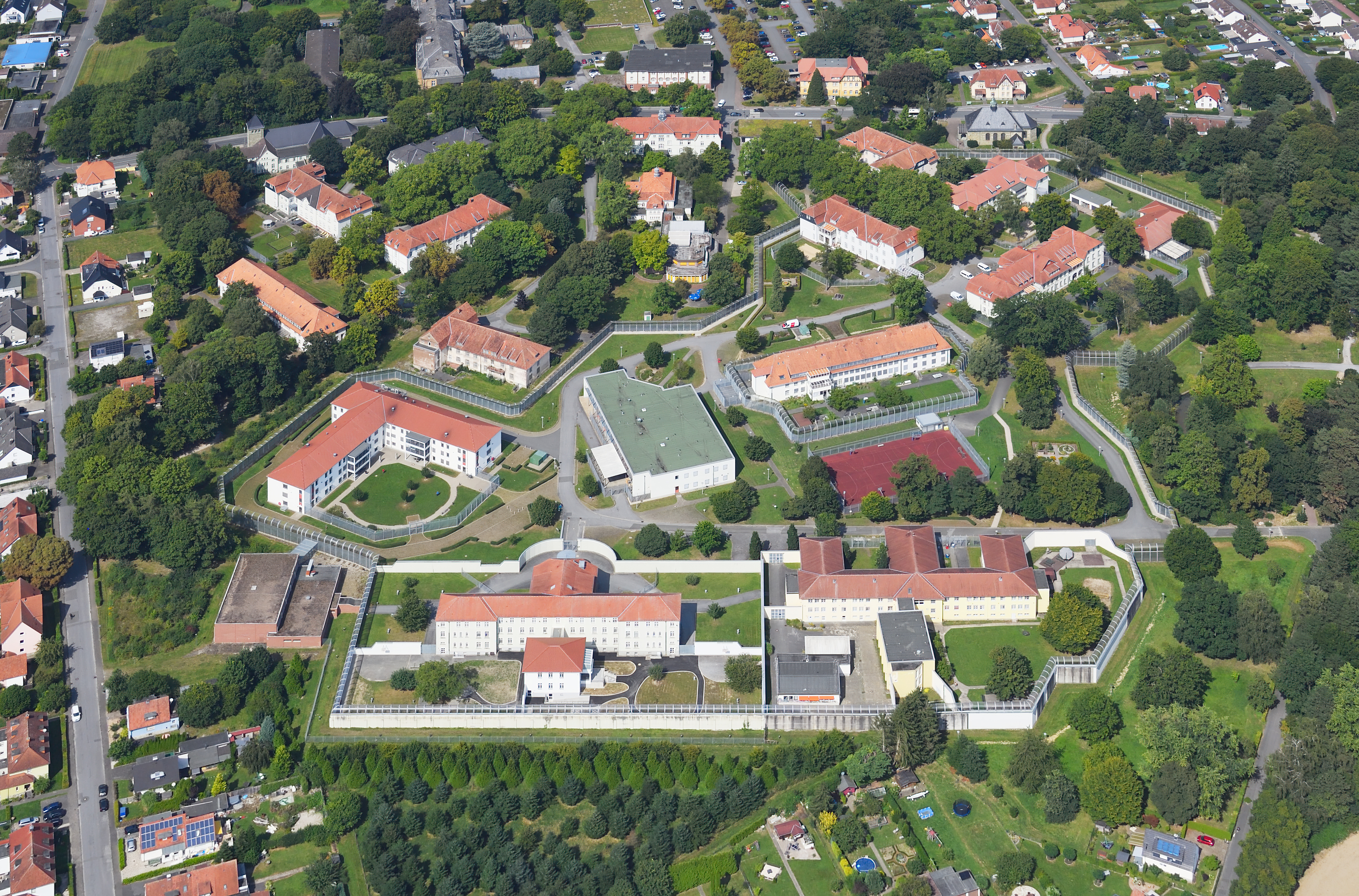
Luftbild des LWL-Zentrums für Forensische Psychiatrie Lippstadt

Aufgaben der Forensischen Psychiatrie sind die Besserung und die Sicherung von psychisch- und suchtkranken Tätern. Das Ziel einer Behandlung im Rahmen der forensischen Psychiatrie liegt in einer Minimierung des Risikos zukünftiger Straftaten. Hierbei ist zu berücksichtigen, dass viele Patienten im Maßregelvollzug nicht nur bedingt durch ihre psychische Erkrankung, sondern z. B. auch durch Entwicklungs- und Bildungsdefizite in ihrer Fähigkeit, ein deliktfreies Leben zu führen, eingeschränkt sind. Das Behandlungsangebot in einer forensischen Institution sollte daher ein breites Spektrum abdecken und etwa auch sozial-edukative Maßnahmen umfassen. Eine Therapie im forensischen Rahmen findet stets auch unter dem Aspekt der Risikoerfassung statt. Dies bedeutet, dass vom Patienten ausgehende Gefährdungsaspekte im Auge behalten werden müssen. Insofern bleiben Behandlung und Prognose in der forensischen Psychiatrie sehr oft miteinander verbunden, da bei Lockerungen oder Entlassungen stets auch prognostische Fragestellungen berücksichtigt werden müssen.
Diese Konstellation ist problematisch. So besteht etwa die Gefahr, dass Unterbringungsbedingungen bzw. Lockerungsmaßnahmen zum Zweck der Therapiemotivation zweckentfremdet werden. Auch ist sowohl die Aufnahme einer psychiatrischen Therapie wie auch eine objektive Prognostik kaum zu gewährleisten, wenn sich der Therapeut eines bestimmten Patienten gegenüber der Aufsichtsbehörde regelmäßig auch zur Prognose dieses Patienten äußern soll.
Stellungnahmen nach § 67e StGB, welche von der Strafvollstreckungskammer eingefordert werden, sollen dann auch in erster Linie den vorhandenen Therapiefortschritt darstellen und beinhalten nicht die ausdrückliche Frage, ob bei einer Bewährungsentlassung mit erneuter Straffälligkeit zu rechnen ist.
Die Verantwortung für die Durchführung von Lockerungsmaßnahmen obliegt zwar vorwiegend der Maßregeleinrichtung. Die zuständigen Aufsichtsbehörden, wie die Staatsanwaltschaft, sind aber vor Durchführung zu informieren.
In Zweifelsfällen kann vor geplanten Lockerungsmaßnahmen die Maßregelvollzugsanstalt ein externes Gutachten zur gegenwärtigen Gefährlichkeitsprognose in Auftrag geben.

## Ausbildung und Fortbildung

### Ausbildung
Gemäß der Muster-Weiterbildungsordnung der Bundesärztekammer erfolgt die Ausbildung in forensischer Psychiatrie erfolgt als zweijährige Schwerpunktweiterbildung für Fachärztinnen und Fachärzte für Psychiatrie und Psychotherapie.

### Fortbildung
Das DGPPN-Zertifikat „Forensische Psychiatrie“ wird seit 2016 auf fünf Jahre befristet verliehen. Die DGPPN verlangt dafür unter anderem mindestens 240 Stunden theoretische Ausbildung in diesem Fachgebiet und den Nachweis von mindestens 70 eigenen psychiatrischen Gutachten.

## Lehrstühle und Professuren
In Deutschland bestehen folgende Lehrstühle bzw. Professuren für forensische Psychiatrie:
- Institut für Forensische Psychiatrie und Sexualforschung (LVR-Klinikum Essen) der Universität Duisburg-Essen[5]
- Institut für Forensische Psychiatrie an der Universitätsmedizin Göttingen (UMG)
- Institut für Forensische Psychiatrie an der Charité in Berlin
- Institut für Sexualforschung und Forensische Psychiatrie am Universitätsklinikum Hamburg-Eppendorf
- Abteilung für Forensische Psychiatrie des Universitätsklinikums Würzburg
- Forensische Psychiatrie am Zentralinstitut für Seelische Gesundheit, Mannheim
- Abteilung für Forensische Psychiatrie der Ludwig-Maximilians-Universität München (LMU)
- Abteilung für Forensische Psychiatrie und Psychotherapie der Universität Regensburg
- Abteilung für Forensische Psychiatrie und Psychotherapie an der LWL-Universitätsklinik Bochum der Ruhr-Universität Bochum
- Klinik für Forensische Psychiatrie und Psychotherapie (BKH Günzburg) der Universität Ulm
- Klinik für Forensische Psychiatrie an der Universitätsmedizin Rostock

## Kritik
Forensische Psychiater werden von den Vollstreckungskammern der Strafgerichte auch mit Prognosegutachten für Mörder und Täter anderer schwerer Straftaten beauftragt, wenn es um deren vorzeitige Entlassung aus dem Strafvollzug geht. Da diese zu lebenslänglicher Haftstrafe und zu langen Zeitstrafen Verurteilten bei Begehung der Tat psychisch gesund waren, stellt sich die Frage, warum ein Psychiater geeignet sein soll, bei einem nicht psychisch Kranken eine Voraussage zu treffen, ob dieser nach der Entlassung weitere erhebliche Straftaten begehen wird.
Der frühere Präsident des Oberlandesgerichts Wien, Harald Krammer, sagte zur Presse: „Die Allmacht des Sachverständigen ist ein notwendiges Übel.“ Und: „Der Sachverständige stellt Augen und Ohren des Richters dar. Dort, wo das Wissen des Richters versagt, schaut er durch die Augen des Sachverständigen. Doch wie uns unsere Augen manchmal täuschen, täuschen uns die geliehenen Augen. Das ist fatal.“ Bernd Wagner (1989) spricht von einer janusgesichtigen Anstaltspsychiatrie. Damit werde einerseits die Frage aufgeworfen, ob die Methoden Erfolg versprechen oder Scharlatanerie sind, und andererseits, ob sie eine gerechte oder eine ungerechte Behandlung darstellen. Helmut Pollähne (1992) beklagt, dass sich die therapeutischen Behandlungsmodelle der forensischen Psychiatrie in einem fortdauernden Experimentierstadium befänden. Es gäbe keine objektivierbaren Behandlungsmethoden. Die im Bereich der sonstigen Medizin verbreitete Behandlung „lege artis“ suche man besonders in der forensischen Psychiatrie vergebens.
In Bezug auf den Fall Mollath schrieb der Jurist, Journalist und Autor Heribert Prantl im November 2012 in der Süddeutschen Zeitung, der Paragraf 63 des Strafgesetzbuches sei ein dunkler Ort des deutschen Strafrechts. Eine Unterbringung in der Psychiatrie wegen vermeintlicher Gemeingefährlichkeit sei für einen Angeklagten schlimmer als jede Haftstrafe. Der auf diese Art Untergebrachte wisse nicht, ob und wann er die geschlossene Institution wieder verlassen könne. Die von Psychiatern erstellten gerichtlichen Gutachten, die die Gefährlichkeit der untergebrachten Personen überprüfen sollen, seien qualitativ oft „miserabel“. Auch seien psychiatrische Gutachter aus Haftungsgründen immer weniger bereit, ein Risiko einzugehen, und im Zweifel werde daher eine hohe Gefährlichkeit prognostiziert. Die Anzahl der Personen, die gerichtlich in die Psychiatrie eingewiesen worden sind, habe sich in den letzten zwanzig Jahren mehr als verdoppelt, dies liege auch an der gestiegenen Sicherheitserwartung der Gesellschaft. Die Justiz gebe immer häufiger einem öffentlichen Druck nach, der von ihr „die rasche Entsorgung von Gefahrenquellen erwartet“. Nach der Freilassung Mollaths im August 2013 schrieb Prantl, der § 63 StGB bleibe ein Paragraf, „der in Theorie und Praxis rechtsstaatlichen Ansprüchen nicht genügt“.